# Rio Caratuva
Rio Caratuva är ett vattendrag i Brasilien.   Det ligger i delstaten Paraná, i den södra delen av landet, 1 100 km sydväst om huvudstaden Brasília.
Omgivningarna runt Rio Caratuva är en mosaik av jordbruksmark och naturlig växtlighet. Runt Rio Caratuva är det glesbefolkat, med 13 invånare per kvadratkilometer.